# Крістіан Нергор
Крістіан Нергор (дан. Christian Nørgaard, нар. 10 березня 1994, Копенгаген) — данський футболіст, півзахисник англійського клубу «Арсенал» і національної збірної Данії.

## Клубна кар'єра
У дорослому футболі дебютував 2011 року виступами за команду «Люнгбю», в якій того року взяв участь в одному матчі чемпіонату. 
2012 року перейшов до німецького «Гамбурга», утім виступав лише за другу команду клубу у Регіоналлізі, після чого наступного року повернувся до «Брондбю». Відіграв за рідну команду наступні п'ять сезонів своєї кар'єри, поступово ставши основним гравцем середини поля.
Сезон 2018/19 провів в італійській «Фіорентіні», у складі якої виходив на поле лише епізодично, після чого уклав контракт з англійським друголіговим «Брентфордом».
10 липня 2025 року Крістіан підписав дворічний контракт з «Арсеналом» за повідомленнями на £10 мільйонів, з можливими бонусами за результатами виступів на суму £5 мільйонів.

## Виступи за збірні
У 2009 році дебютував у складі юнацької збірної Данії (U-16), загалом на юнацькому рівні взяв участь у 46 іграх, відзначившись 5 забитими голами.
Протягом 20⁣13⁣ — ⁣ 2017 років залучався до складу молодіжної збірної Данії. На молодіжному рівні зіграв у 27 офіційних матчах, забив 1 гол.
У 2020 році дебютував в офіційних матчах у складі національної збірної Данії. Був включений до її заявки на чемпіонат Європи 2020.
| Дата      | Місто      | Господарі | Результат | Гості   | Турнір                               | Голи | Примітки |
| --------- | ---------- | --------- | --------- | ------- | ------------------------------------ | ---- | -------- |
| 8-9-2020  | Копенгаген | Данія     | 0 – 0     | Англія  | Ліга націй УЄФА 2020-2021 - 1-й етап | -    | 73'      |
| 25-3-2021 | Тель-Авів  | Ізраїль   | 0 – 2     | Данія   | Відбір до ЧС 2022                    | -    | 88'      |
| 28-3-2021 | Гернінг    | Данія     | 8 – 0     | Молдова | Відбір до ЧС 2022                    | -    | 64'      |
| 31-3-2021 | Відень     | Австрія   | 0 – 4     | Данія   | Відбір до ЧС 2022                    | -    | 77'      |
| Усього    |            | Матчів    | 4         |         | Голів                                | 0    |          |

## Титули і досягнення
- Володар Кубка Данії (1):

«Брондбю»: 2017-2018